# 50 ocalonych
50 ocalonych (oryg. 50 Dead Men Walking) – dramat filmowy z 2008 roku w reżyserii Kari Skogland. W rolach głównych wystąpili Jim Sturgess i Ben Kingsley. Film jest luźną adaptacją biografii Martina McGartlanda, szpiega brytyjskiego w szeregach IRA.

## Opis fabuły
Film oparty jest na historii Martina McGartlanda, a jego akcja ma miejsce w Irlandii Północnej pod koniec lat 80. XX wieku. Marty jest młodym mężczyzną z zachodniego Belfastu w latach 1980, który zostaje zwerbowany przez brytyjską policję do infiltracji i szpiegowania w IRA. Jako ochotnik szybko pnie się w górę w szeregach armii, stając się jednocześnie cennym informatorem. Pod wpływem wstrząsających doświadczeń uświadamia sobie, że motorem jego działań jest głównie możliwość ocalenia życia innym ludziom.

## Obsada
- Jim Sturgess jako Martin McGartland
- Rose McGowan jako Grace Sterrin
- Ben Kingsley jako Fergus
- Kris Edlund jako pani Conlan
- Kevin Zegers jako Sean
- Nathalie Press jako Lara
- Paschal Friel jako Jana

## Produkcja
Man on the Run był tytułem roboczym filmu. Obsadzanie ról do obrazu zakończono w listopadzie 2007. Zdjęcia do filmu kręcono w Killough, Ardglass i Belfaście od października do grudnia 2007.